# 靖石乡
靖石乡，是中华人民共和国江西省赣州市于都县下辖的一个乡镇级行政单位。

## 行政区划
靖石乡下辖以下地区：
靖石村、黄沙村、任头村、靖樟村、田东村、杨梅村、靖东村、渔翁村、长赖村和良纯村。